# IX. Frigyes dán király
IX. Frigyes (dánul: Konge Christian Frederik Franz Michael Carl Valdemar Georg) (Koppenhága, Sorgenfri kastély, 1899. március 11. – Koppenhága, 1972. január 14.) Dánia királya 1947-től haláláig. X. Keresztély dán király és Alexandrina dán királyné elsőszülött gyermeke.

## Születése és családja

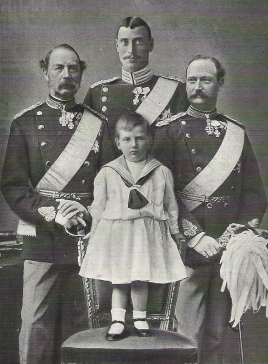
Négy generáció, négy király: IX. Keresztély (balra), VIII. Frigyes (jobbra), X. Keresztély (hátul) és IX. Frigyes (elöl) 1903-ban

Frigyes herceg 1899. március 11-én látta meg a napvilágot a Koppenhága közelében fekvő Kongens Lyngbyban, Sjælland szigetén, a Sorgenfri-palotában. Születésekor dédapja, IX. Keresztély ült Dánia trónján. Frigyes édesapja, Keresztély dán herceg, nagyapja Frigyes koronaherceg. Édesanyja Alexandrina dán hercegné, III. Frigyes Ferenc mecklenburg–schwerini nagyherceg és Anasztaszija Mihajlovna orosz nagyhercegnő lánya.
1899. április 9-én keresztelték meg a Sorgenfri-palotában. 21 keresztszülője volt, többek között II. Miklós orosz cár, I. György görög király, II. Oszkár svéd és norvég király, valamint a későbbi VII. Eduárd angol király. Frigyesnek egy öccse született, Knut dán herceg. A királyi család a koppenhágai Amalienborg palotában, a Sorgenfri-palotában és a főváros közelében egy nyári rezidenciában, a Marselisborg-palotában élt.

## Ifjúsága
Miután dédapja 1906. január 29-én elhunyt, nagyapja került a trónra, Frigyes pedig a második helyre lépett előre a trónöröklési sorban. Tizenhárom éves korában, nagyapja, VIII. Frigyes halála után, 1912. május 14-én a dán trón örökösévé vált, miután apja, X. Keresztély király lett.
1918. december 1-jén a Dán-izlandi uniós törvény elismerte Izlandot teljesen szuverén államként, perszonálunióban Dániával, így X. Keresztély Izland királya lett, Frigyes herceg pedig az izlandi trón várományosa. Mivel egy népszavazást követően 1944. június 17-én létrejött az izlandi köztársaság, Frigyes sohasem lett Izland királya.
Szakítva a királyi család hagyományaival, nem szárazföldi katonai iskolába járatták. A Dán Tengerészeti Akadémia növendéke lett, majd a Koppenhágai Egyetemen tanult. Ellentengernagyi rendfokozatot kapott és haditengerészeti szolgálata alatt számos tetoválást csináltatott a testére.
Rajongott a zenéért, ő maga zongorázott, sőt karmesterként is tevékenykedett.

## Házassága

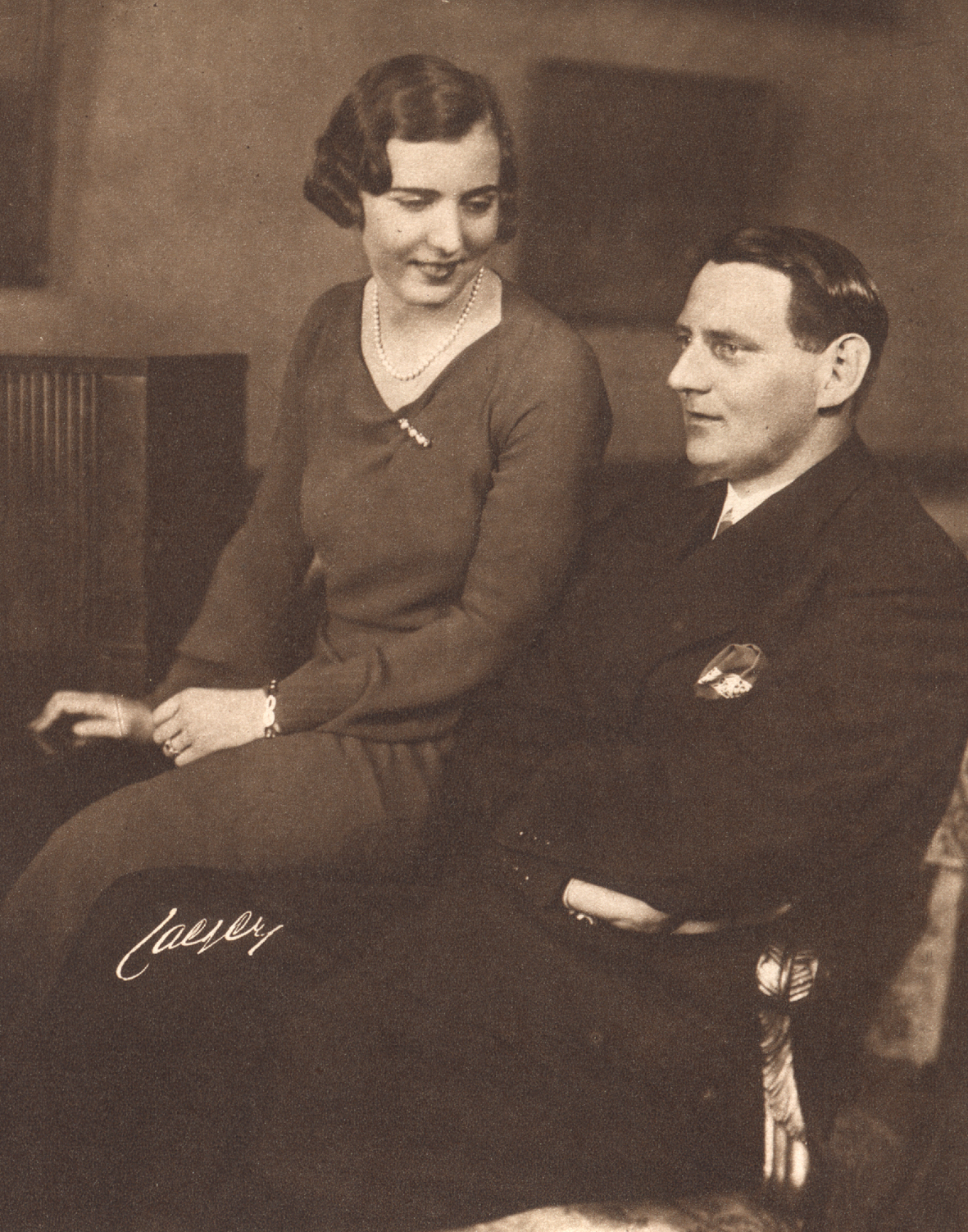
Frigyes és Ingrid

1922-ben eljegyezte másod-unokatestvérét, Olga görög és dán hercegnőt, de végül soha nem keltek egybe.
Helyette a későbbi VI. Gusztáv Adolf svéd király király lányával, Ingrid svéd hercegnővel kötött házasságot, 1935. május 24-én a stockholmi katedrálisban. Felmenőiket tekintve kétszeres harmad-unokatestvérek, mindketten I. Oszkár svéd király és I. Pál orosz cár leszármazottai voltak. Esküvőjük 1935-ben Svédország egyik legnagyobb média eseménye volt. Három leányuk született:
- Margit hercegnő, a későbbi II. Margit dán királynő (1940. április 16.), Henrik dán herceg felesége, két fiuk született.
- Benedicta dán királyi hercegnő (1944. április 29.)
- Anna-Mária hercegnő (1946. augusztus 30.), II. Konstantin görög király felesége, öt gyermekük született.

## Uralkodása
1942 és 1943 között régensként kormányzott apja helyett, aki 1942 októberében lovasbalesetet szenvedett és átmenetileg cselekvőképtelenné vált. Édesapja, X. Keresztély halála után 1947. április 20-án lépett trónra IX. Frigyes néven. A dán miniszterelnök, Knud Kristensen kiáltotta ki királlyá a Christiansborg-palota erkélyéről.

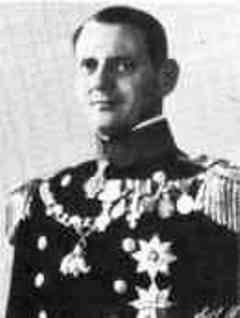
IX. Frigyes király

Uralkodása nagy változások hozott az ország történetében. A mezőgazdaságból élő társadalom jelentős átalakuláson ment át, Dánia modern, jóléti állammá vált, ami a monarchia számára is új kihívásokat jelentett. A hatvanas években virágzott az ország gazdasága, megtörtént a nők bevonása a munkaerőpiacra.
1948-ban, egy évvel a király trónra lépését követően, a Feröer-szigetek Dánián belül autonómiát és széles körű önrendelkezést kapott.

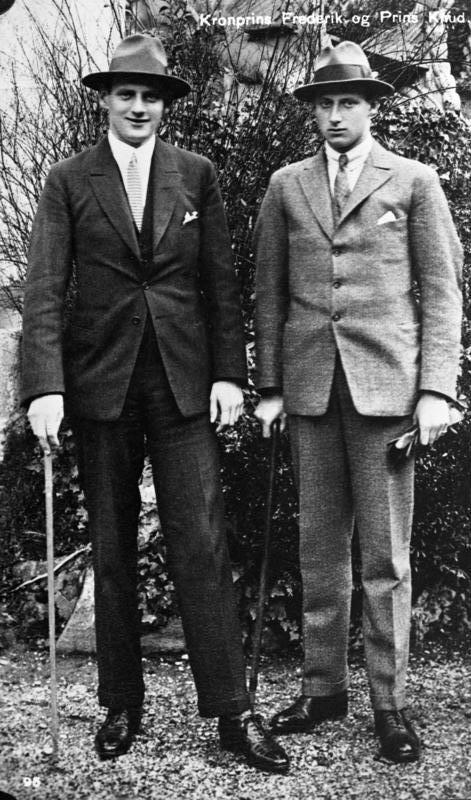
Frigyes és öccse, Knut

### Az örökösödés kérdése
Mivel nem volt fia, az 1853-as örökösödési törvény szerint lányai helyett öccse, Knut herceg lett volna a következő uralkodó. A nők szerepének felértékelődése és a hercegnők népszerűségének köszönhetően 1953-ban elfogadták az új örökösödési törvényt, melynek értelmében fiúutód hiányában nő is trónra léphet. Halála után ez meg is történt, lánya, Margit személyében királynő került a trónra.

## Halála
Röviddel aztán, hogy megtartotta az 1971/72-es újévi beszédét, 1971 utolsó napjaiban influenzaszerű tünetei voltak, pár nappal később szívrohamot kapott és kórházba került. Néhány napos átmeneti javulás után hirtelen válságosra fordult az állapota. Január 14-én, este nyolc óra előtt hunyt el, közeli hozzátartozói és barátai körében.
Halála után koporsóját amalienborgi otthonába vitték, majd január 18-án a Christiansborg-i Palota kápolnájába helyezték. Temetésére január 24-én került sor. Koporsóját a Királyi Testőrség tagjai ágyútalpra tették, amelyet 48 tengerész húzott Koppenhágán keresztül. A királyt a Dán Hadsereg, a Dán Légierő és a Dán Haditengerészet tisztjei kísérték végső útjára. A koppenhágai állomásról vonat vitte nyughelyéhez, a roskildei katedrálishoz. Kívánságára nem az épületben, hanem azon kívül helyezték örök nyugalomra.

## Megszólításai és kitüntetései

### Megszólításai
- 1899–1912: Ő királyi fensége Frigyes herceg
- 1912–1918: Ő királyi fensége Dánia koronahercege
- 1918–1944: királyi fensége Dánia és Izland koronahercege
- 1944–1947: Királyi felsége Dánia koronahercege
- 1947–1972: Őfelsége Dánia királya

### Kitüntetései
- Ausztria: Az Osztrák Köztársaság szolgálatáért érdemjel nagycsillaga
- Belgium: Lipót-rend nagy lovagi szalagja
- Etiópia: A Salamon pecsétjének rendje nagy szalagja
- Franciaország: A Becsületrend nagykeresztje
- Görögország: A királyi család Megváltó Rendjének Nagykeresztje
- Görögország: a lovagi nagykereszt I. György gallérja
- Izland: A Sólyom rendjének negykeresztje
- Irán: A Pahlavi rend nagykeresztje a lánccal, az Iráni Birodalmi Állam alapításának 2500. évfordulója alkalmából
- Irán: A Perzsa Birodalom 2500 éves ünnepségének érem
- Hollandia: Hollandia oroszlánok rendjének nagykeresztje
- Norvégia: Szent Olav rendjének nagykeresztje
- Svédország: A Seráfim rend lovagja a lánccal
- Nagy-Britannia: A Térdszalagrend 910-ik lovagja
- Nagy Britannia: A királyi viktoriánus rend tiszteletbeli lovagkeresztje
- Nagy Britannia: Szövetségi végrehajtó, Szent János rendjének nagykeresztje

## Fordítás
- Ez a szócikk részben vagy egészben  a   Frederick IX of Denmark című angol Wikipédia-szócikk fordításán alapul.  Az eredeti cikk szerkesztőit annak laptörténete sorolja fel. Ez a jelzés csupán a megfogalmazás eredetét és a szerzői jogokat jelzi, nem szolgál a cikkben szereplő információk forrásmegjelöléseként.